# Zystoskop

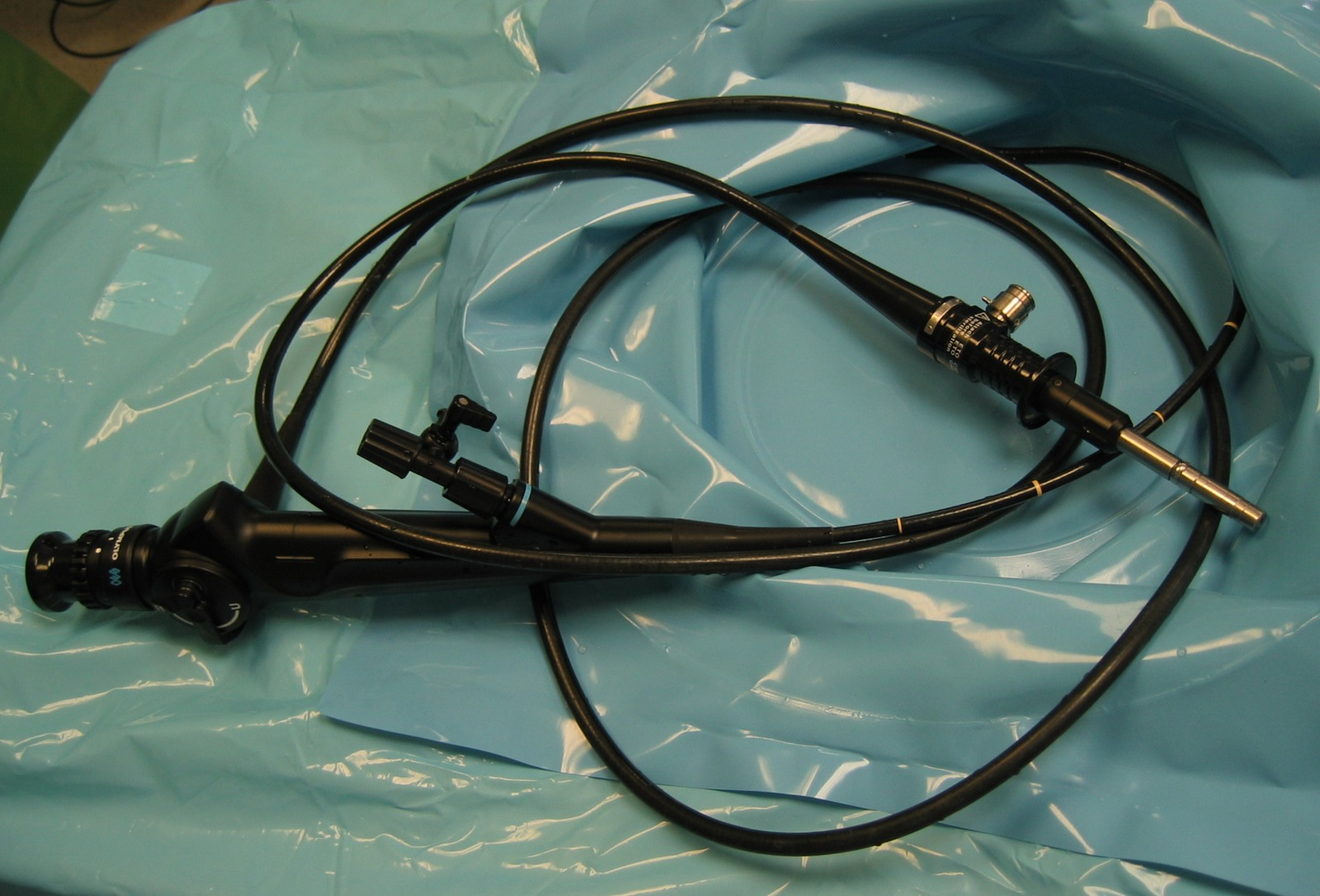
Flexibles Zystoskop

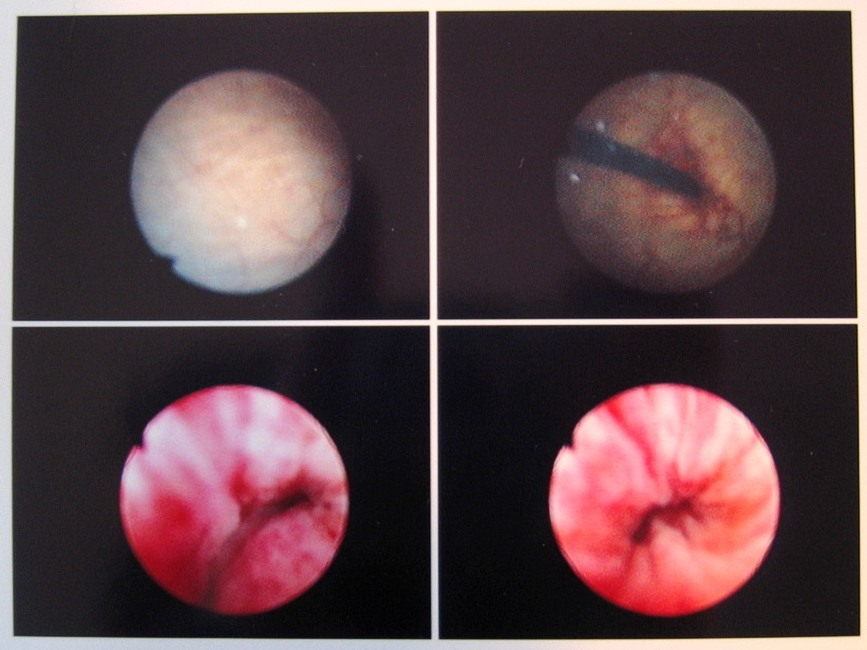
Zystoskopie-Bilder

Das Zystoskop (in früheren Zeiten zumeist Cystoskop geschrieben; latinisiertes griechisches Kunstwort κυστοσκόπιο, wörtlich in etwa „der Blasenbetrachter“, von κύστη, kýste „die Blase, Zyste“ und σκοπή, skopé „die Sicht, Schau“) ist ein spezielles Endoskop in der Urologie und dient der Betrachtung („Spiegelung“) der Harnblase. Diese Untersuchung wird als Zystoskopie bzw. mit Untersuchung der Harnröhre als Urethrozystoskopie bezeichnet.

## Geschichte
Die Entwicklung des Zystoskops zur Blasenspiegelung geht auf den Frankfurter Arzt Philipp Bozzini zurück. Im Jahre 1806 stellte er ein erstes Endoskop als „Lichtleiter“ mit Kerzenbeleuchtung vor. Diese Entwicklung wurde zunächst nicht weiterverfolgt. Ein spéculum urétro-cystique („Harnröhren-Blasen-Spiegel“) wurde 1821 von Pierre Salomon Ségalas (1792–1875) entwickelt und 1826 in Paris vorgestellt. Der französische Arzt Antonin Jean Désormeaux, der als Chirurg in Paris tätig war, präsentierte 1853 vor der Akademie für Medizin ein Endoskop, das eine Mischung aus Alkohol und Terpentinöl zur Beleuchtung nutzte. Damit führte er zahlreiche Untersuchungen der Harnröhre und der Harnblase durch und veröffentlichte 1865 das Lehrbuch Traité de l’endoscopie.
Der Durchbruch gelang dem Dresdner Assistenzarzt Maximilian Nitze mit dem ersten – damals noch durch einen wassergekühlten Platinglühdraht – elektrisch beleuchteten Zystoskop, das er 1879 gemeinsam mit dem Fabrikanten Josef Leiter in Wien präsentierte. Er veröffentlichte 1889 sein Lehrbuch der Kystoskopie und 1894 den Kystographischen Atlas. Mit der Zystoskopie begann nun die genaue Untersuchung und Klassifizierung von Erkrankungen der Harnblase. In der Folge wurde das Zystoskop weiterentwickelt und erlaubte auch die fotografische Dokumentation der damit gemachten Untersuchungen. Brauchbare farbige Aufnahmen der menschlichen Harnblase gelangen erstmals 1938 Franz Hoff und Theodor Neeff von der Universitäts-Frauenklinik Würzburg und Alfred Gütgemann von der Chirurgischen Universitätsklinik Bonn. Eine wesentliche Verbesserung stellte die Entwicklung von Kaltlichtquellen dar. Mit der Entwicklung der Videotechnik wurde es möglich, die Untersuchung über eine auf die Optik aufgesetzte Videokamera aufzuzeichnen und auf einen Bildschirm zu übertragen. Mit der Entwicklung neuer Werkstoffe und der Miniaturisierung der optischen Systeme wurden flexible Instrumente eingeführt.

## Technischer Aufbau
Grundsätzlich sind zwei Typen von Zystoskopen zu unterscheiden: das starre Zystoskop und das flexible Zystoskop. Der Außendurchmesser der Instrumente wird in Charrière (1 Charr. = ⅓ mm) angegeben.
Starres Zystoskop

Das starre Zystoskop ist im Wesentlichen ein mehrteiliges Instrument aus Metall. Es besteht aus einem Außenschaft, einem Obturator, einem Arbeitsgerät und einer Optik.
Flexibles Zystoskop

Das flexible Zystoskop ist ein einteiliges Instrument mit einem flexiblen Schaft und einer steuerbaren, hochflexiblen Spitze. An der Spitze befindet sich eine Linse, die über Glasfasern mit dem Okular verbunden ist. Im Instrument befindet sich ein kombinierter Spül- und Arbeitskanal.